# Sven Nykvist

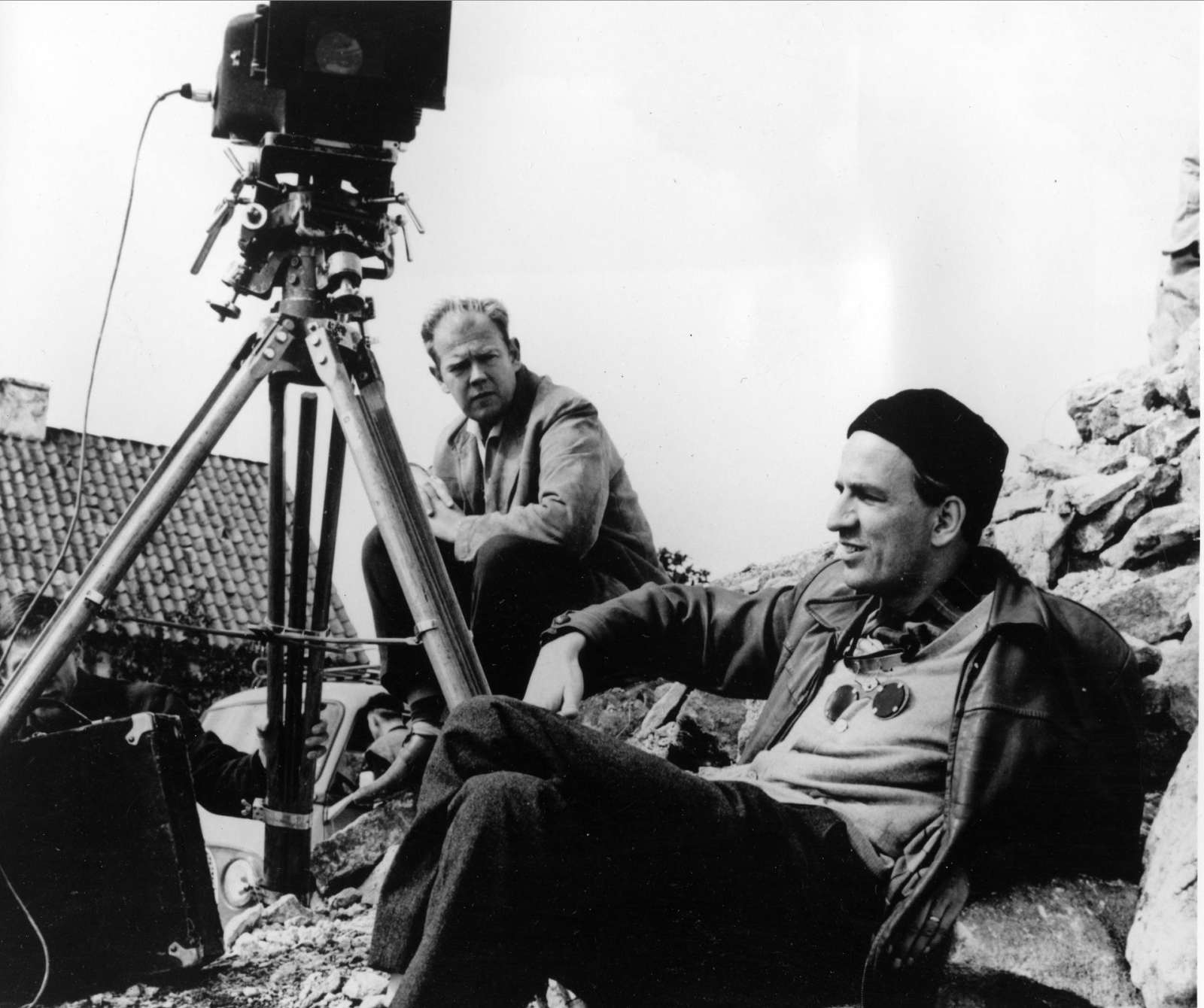
Sven Nykvist en Ingmar Bergman (1960)

Sven Vilhem Nykvist (Moheda, 3 december 1922 – Stockholm, 20 september 2006) was een Zweedse cameraman.

## Levensloop en werk
Nykvist werkte aan meer dan 120 films, maar hij is vooral bekend geworden door zijn 30 jaar durende (1953-1982) samenwerking met de eveneens Zweedse filmregisseur Ingmar Bergman. Hij won twee Academy Awards voor zijn camerawerk voor twee Bergman films, Viskningar och rop (Schreeuw zonder antwoord) in 1973 en Fanny och Alexander (Fanny en Alexander) in 1983.
Cameraman Nykvist werkte vanaf de jaren zeventig ook buiten Zweden. Hij bediende de camera voor regisseurs als Woody Allen (Another woman, 1988 en Crimes and Misdemeanors), Roman Polanski (The Tenant), Andrej Tarkovski (Offret of Het offer), Philip Kaufman (The Unbearable Lightness of Being) en Lasse Hallström (What's eating Gilbert Grape, 1993). Sven won een speciale prijs op het Filmfestival van Cannes voor zijn werk in Offret (1986), de laatste film van Andrej Tarkovski. Hij was de eerste Europese cameraman die lid werd van de American Society of Cinematographers, en ontving in 1996 er een Lifetime Achievement Award van. Nykvist schreef een drietal boeken waarvan Curtain Call (1999) bekend werd.
De cameraman regisseerde zelf ook een vijftal films maar volgens kenners niet succesvol. 
Nykvists werk wordt gekenmerkt door zijn natuurgetrouwheid en eenvoud. Nykvist bracht de handeling naturalistisch in koel licht in beeld. Hij wordt door velen beschouwd als een van de beste cameramensen aller tijden. Sven zei over de moderne cinema: "Today we make everything so complicated. The lighting, the cameras, the acting. It has taken me thirty years to arrive at simplicity."
Sven Nykvists vrouw Ulrika stierf in 1982. Hijzelf kon na een beroerte in 1998 niet meer werken en overleed in 2006 op 83-jarige leeftijd. Sven leeft voort in zijn zoon Carl-Gustaf Nykvist die zijn eerste film Woman on the Roof draaide in 1989 en een documentaire over zijn vader Light Keeps me Company (1999).

## Filmografie (selectie)
- Celebrity (1998)
- What's Eating Gilbert Grape (1993)
- Sleepless in Seattle (1993)
- Chaplin (1992)
- Crimes and Misdemeanors (1989)
- New York Stories (1989) (segment "Oedipus Wrecks")
- The Unbearable Lightness of Being (1988) (genomineerd voor Academy Award voor beste camerawerk)
- Offret (1986) (Het offer)
- Agnes of God (1985)
- Fanny och Alexander (1982) (Fanny en Alexander) (gewonnen Academy Award voor beste camerawerk)
- Ur marionetternas liv (1980) (Uit het leven van marionetten)
- Höstsonaten (1978) (Herfstsonate)
- Ormens ägg (1977) (Het slangenei)
- Trollflöjten (1975) (De toverfluit)
- Scener ur ett äktenskap (1973) (Scènes uit een huwelijk)
- Viskningar och rop (1973) (Schreeuw zonder antwoord) (gewonnen Academy Award voor beste camerawerk)
- Strohfeuer (1972)
- Beröringen (1971)
- En passion (1969) (Een hartstocht)
- Vargtimmen (1968) (Het uur van de wolf)
- Skammen (1968) (Schaamte)
- Persona (1966) (Maskers)
- Nattvardsgästerna (1963) (De avondmaalsgasten)
- Tystnaden (1963) (De grote stilte)
- Såsom i en spegel (1961) (Als in een donkere spiegel)
- Jungfrukällan (1960) (De maagdenbron)
- Gycklarnas afton (1953) (De spullenbaas)